# Камышино (Оконешниковский район)
Камышино — деревня в Оконешниковском районе Омской области России. Входит в состав Любимовского сельского поселения.

## История
Основана в 1810 году. В 1928 г. село Камышино состояло из 255 хозяйств, основное население — русские. Центр Камышинского сельсовета Крестинского района Омского округа Сибирского края.

## Население
| 2002 | 2010 |
| ---- | ---- |
| 178  | ↘71  |